# كولن هرت
كولن هرت (16 ديسمبر 1893 - 31 ديسمبر 1972)  (بالإنجليزية: Colin Hurt)‏ هو لاعب كريكت بريطاني وبريطاني (وحمل سابقاً جنسية المملكة المتحدة لبريطانيا العظمى وأيرلندا).